# Tipula (Pterelachisus) phryne
Tipula (Pterelachisus) phryne is een tweevleugelige uit de familie langpootmuggen (Tipulidae). De soort komt voor in het Palearctisch gebied.